# Деције Јуније Јувенал
Дециje Јуниус Јувенал (60 − ?) био је римски песник. Рођен је око 60. године у Аквинском, (Лацио). Живео је у Аквинском и у Риму. У каснијим годинама писао је поезију.
У пет књига Јувенала остало нам је 16 сатира. Стих сатире је, као и код Хорација и Перзије, хексаметар. Најчешће критикује Домицијаново време, али и разне појаве друштвеног живота. Његов шатор, дакле, не описује тренутну политику. Посебно је позната 6. сатира, која је уједно и најдужа; жене су предмет оштрих критика у њој.
Јувеналова сатира је, генерално, веома пренаглашена и често неутемељена. Стручњаци наводе да римско друштво из личног незадовољства није било ни приближно толико искривљено колико га он приказује. Савременици Јувенала нису много читали, а коментар на његово дело написан је крајем старог века и у седмом веку.
Постоје непоуздани извори да је умро у војсци (истина је да је био официр), у Египту, када је имао 80 година.
Изрека У здравом телу приписује му се здрав дух (mens sana in corpore sano), што је реченица извучена из контекста, а у контексту је била везана за жељу, или потпуније прочитана:  Orandum est ut sit mens sana in corpore sano, или у преводу: Треба се молити за здрав дух у здравом телу.